# Bains-sur-Oust
Pour les articles homonymes, voir Bains (homonymie).
Bains-sur-Oust est une commune française située dans le département d'Ille-et-Vilaine, en région Bretagne. Ses habitants, les Bainsois et les Bainsoises, étaient 3 361 au recensement de 2008.

## Géographie

### Situation

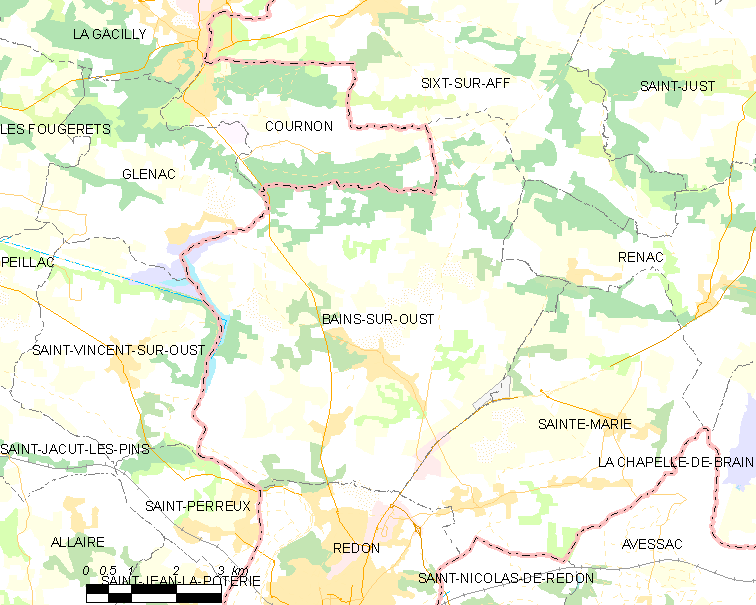
Carte de Bains-sur-Oust et des communes voisines.

Bains-sur-Oust est située à l'extrémité sud du département d'Ille-et-Vilaine, à la limite du département du Morbihan, à 6 km au nord de Redon.
Les communes limitrophes sont Sixt-sur-Aff, Renac, Sainte-Marie et Redon en Ille-et-Vilaine, Saint-Perreux, Saint-Vincent-sur-Oust, Glénac et Cournon en Morbihan.
Selon le classement établi par l'INSEE en 1999, Bains-sur-Oust est une commune rurale monopolarisée qui fait partie de l'aire urbaine de Redon et de l'espace urbain de Nantes-Saint-Nazaire (cf. Liste des communes de la Loire-Atlantique).
Jusqu'en 2015, Bains-sur-Oust était l'une des six communes du canton de Redon.
Le territoire communal s'étend sur 4 463 ha (jusqu'en 1872, il comprenait en outre les 2 528 ha de la commune de Sainte-Marie qui fut créée à cette date).
| Cournon (Morbihan)                                   | Sixt-sur-Aff   | Renac        |
| Glénac (Morbihan), Saint-Vincent-sur-Oust (Morbihan) | Bains-sur-Oust | Sainte-Marie |
| Saint-Perreux (Morbihan)                             | Redon          |              |

### Géologie et carrières
Le sous-sol est composé presque en totalité de schiste. Une bande de granite grenu traverse le territoire d'ouest en est, suivant une ligne passant par le Trécouët, le bourg de Bains et les Chambots. Ces deux matériaux se retrouvent dans les mêmes proportions dans les constructions.
On trouve de nombreuses carrières à ciel ouvert sur la commune. Signalons des carrières de schiste au nord de la Morinais, à l'est de la Roche du Theil, l'ancienne ardoisière à l'ouest de Tournebride. La carrière de granite de la Grée du Bourg semble avoir été l'une des exploitations les plus importantes ; la plupart des ouvrages du bourg furent édifiés avec des pierres provenant de cette carrière.

### Hydrographie
Pour un article plus général, voir Réseau hydrographique d'Ille-et-Vilaine.
La commune est située dans le bassin Loire-Bretagne. Elle est drainée par le canal de Nantes à Brest, l'Oust, l'Aff, la Ferrière, la Bataille, la Rosée, le Mothay, le ruisseau de la Rosée, le ruisseau de Via, le ruisseau du Bignon et un bras de mélétant, et un autre petit cours d'eau,.
Le canal de Nantes à Brest est un canal, chenal et un estuaire et un cours d'eau naturel navigable, d'une longueur de 396 km. Il prend sa source dans la commune de Nort-sur-Erdre et se jette  dans la Loire à Nantes, après avoir traversé 82 communes. 
L'Oust, d'une longueur de 145 km, prend sa source dans la commune de La Harmoye et se jette  dans la Vilaine à Rieux, après avoir traversé 46 communes. 
L'Aff, d'une longueur de 67 km, prend sa source dans la commune de Paimpont et se jette  dans l' Oust à Saint-Vincent-sur-Oust, après avoir traversé 17 communes. 

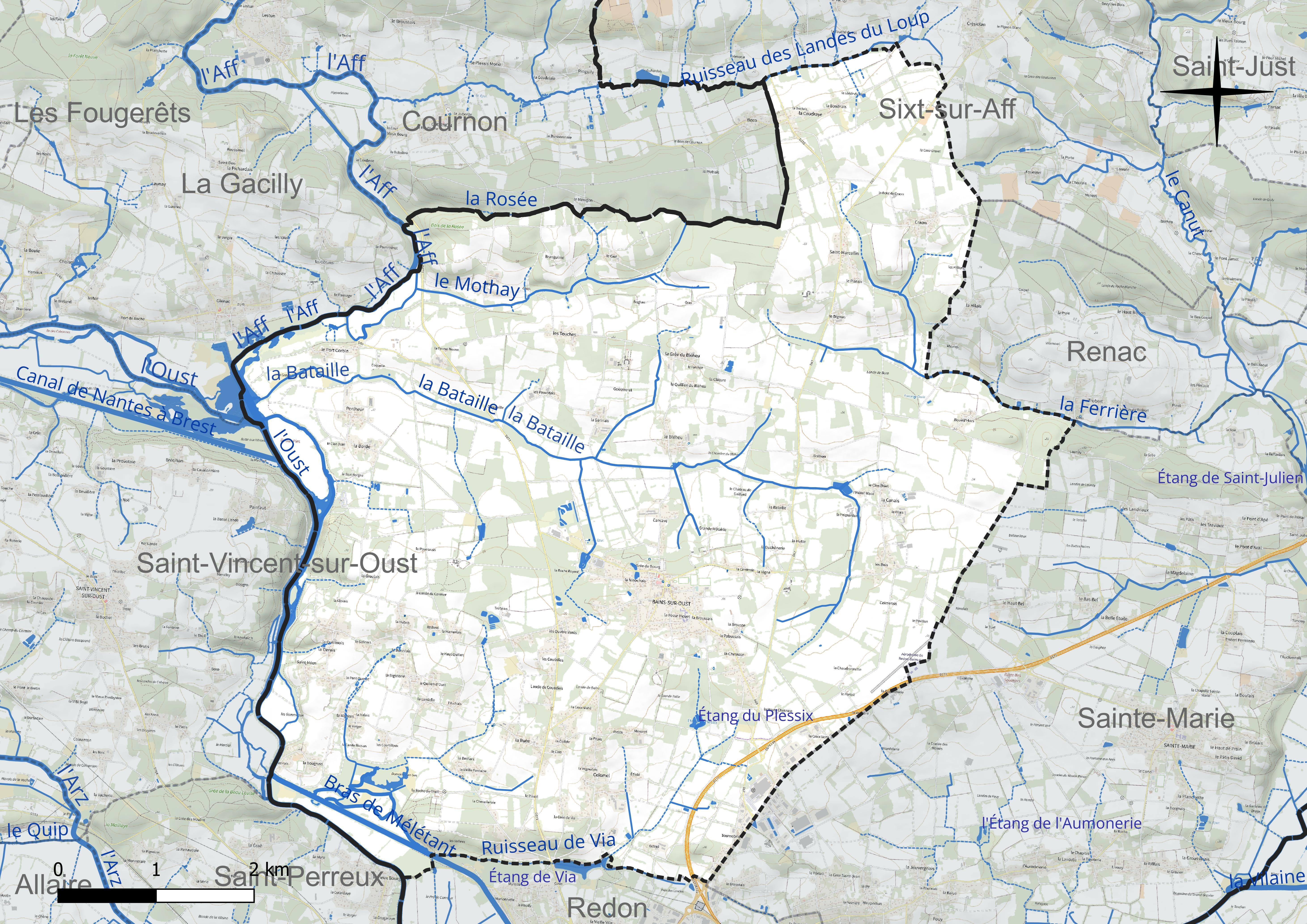
Réseau hydrographique de Bains-sur-Oust.

Deux plans d'eau complètent le réseau hydrographique : l'étang de Via, d'une superficie totale de 4 ha (0,01 ha sur la commune) et l'étang du Plessix (1,26 ha),.

### Climat
Pour des articles plus généraux, voir Climat de la Bretagne et Climat d'Ille-et-Vilaine.
En 2010, le climat de la commune est de type climat océanique franc, selon une étude du CNRS s'appuyant sur une série de données couvrant la période 1971-2000. En 2020, Météo-France publie une typologie des climats de la France métropolitaine dans laquelle la commune est exposée à un climat océanique et est dans la région climatique  Bretagne orientale et méridionale, Pays nantais, Vendée, caractérisée par une faible pluviométrie en été et une bonne insolation. Parallèlement l'observatoire de l'environnement en Bretagne publie en 2020 un zonage climatique de la région Bretagne, s'appuyant sur des données de Météo-France de 2009. La commune est, selon ce zonage, dans la zone « Intérieur Est », avec des hivers frais, des étés chauds et des pluies modérées.  
Pour la période 1971-2000, la température annuelle moyenne est de 11,6 °C, avec une amplitude thermique annuelle de 12,9 °C. Le cumul annuel moyen de précipitations est de 812 mm, avec 12,4 jours de précipitations en janvier et 6,3 jours en juillet. Pour la période 1991-2020, la température moyenne annuelle observée sur la station météorologique la plus proche, située sur la commune de Saint-Jacut-les-Pins à 11 km à vol d'oiseau, est de 12,4 °C et le cumul annuel moyen de précipitations est de 947,8 mm,. Pour l'avenir, les paramètres climatiques de la commune estimés pour 2050 selon différents scénarios d'émission de gaz à effet de serre sont consultables sur un site dédié publié par Météo-France en novembre 2022.

## Urbanisme

### Typologie
Au 1er janvier 2024, Bains-sur-Oust est catégorisée commune rurale à habitat dispersé, selon la nouvelle grille communale de densité à sept niveaux définie par l'Insee en 2022.
Elle est située hors unité urbaine. Par ailleurs la commune fait partie de l'aire d'attraction de Redon, dont elle est une commune de la couronne,. Cette aire, qui regroupe 22 communes, est catégorisée dans les aires de moins de 50 000 habitants,.

### Occupation des sols
L'occupation des sols de la commune, telle qu'elle ressort de la base de données européenne d'occupation biophysique des sols Corine Land Cover (CLC), est marquée par l'importance des territoires agricoles (75,8 % en 2018), en diminution par rapport à 1990 (78,4 %). La répartition détaillée en 2018 est la suivante : 
zones agricoles hétérogènes (29,9 %), terres arables (27,3 %), prairies (18,6 %), forêts (18,2 %), zones urbanisées (3,9 %), zones industrielles ou commerciales et réseaux de communication (1,1 %), eaux continentales (0,6 %), zones humides intérieures (0,4 %). L'évolution de l'occupation des sols de la commune et de ses infrastructures peut être observée sur les différentes représentations cartographiques du territoire : la carte de Cassini (XVIIIe siècle), la carte d'état-major (1820-1866) et les cartes ou photos aériennes de l'IGN pour la période actuelle (1950 à aujourd'hui).

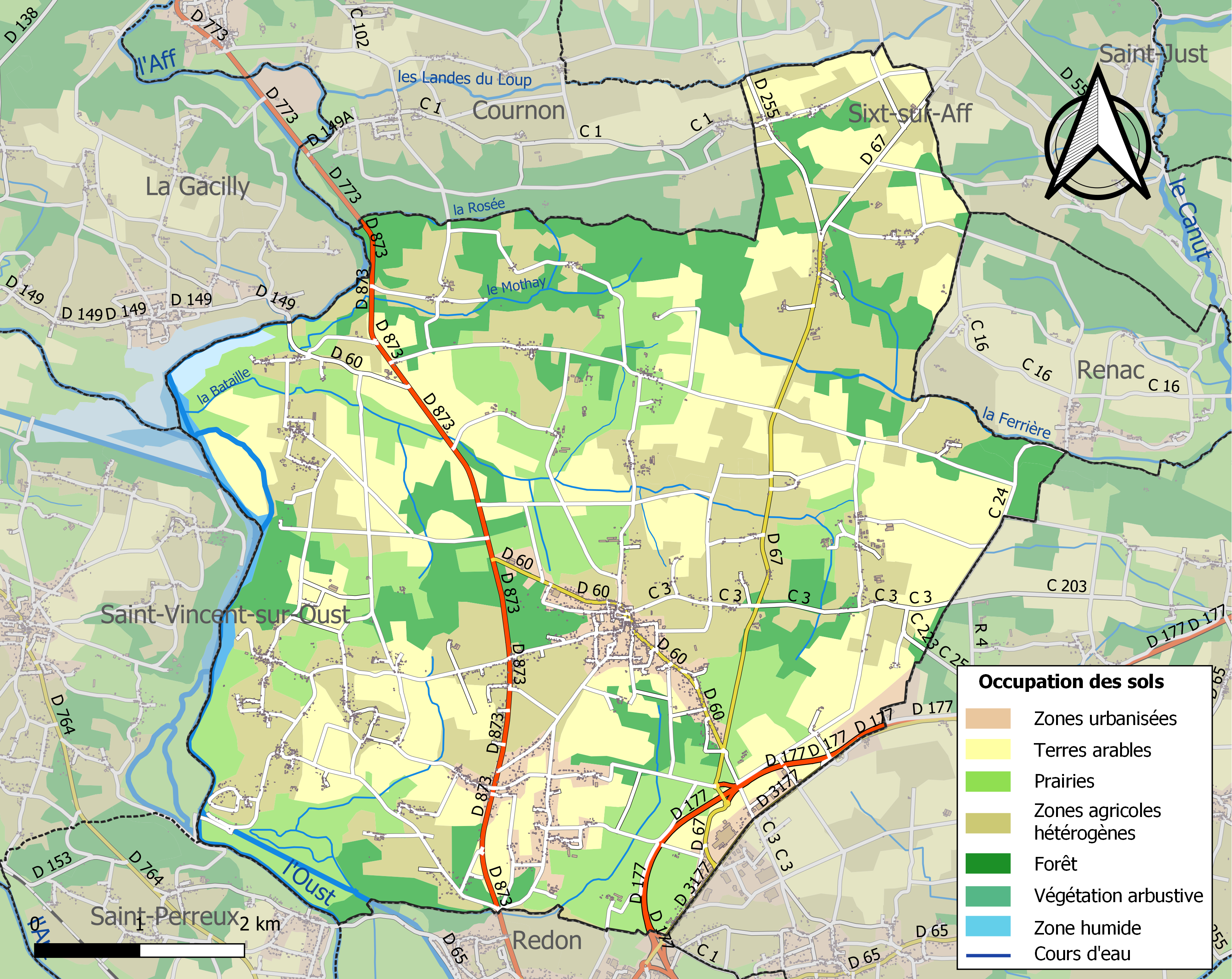
Carte des infrastructures et de l'occupation des sols de la commune en 2018 (CLC).

## Toponymie
Le nom de la localité est attesté sous les formes Ecclesia Bain en 834, ecclesia de Balneo en 1238.
Du breton baen (bain), la lettre s a été ajoutée à l'époque moderne[réf. nécessaire].

## Histoire
(juillet 2010).
Si vous disposez d'ouvrages ou d'articles de référence ou si vous connaissez des sites web de qualité traitant du thème abordé ici, merci de compléter l'article en donnant les références utiles à sa vérifiabilité et en les liant à la section « Notes et références ».
Bains-sur-Oust, traversée par la voie romaine de Redon à Lohéac à l'ouest, est mentionnée dans les textes dès 834 sous le nom de antiqua ecclésia Bain. Elle était alors formée des actuelles paroisses de Redon, Bains, Sainte-Marie et Cournon. Elle fut démembrée lors de la création de l'abbaye Saint-Sauveur de Redon par la création de la paroisse Notre-Dame de Redon composée de la ville redonnaise naissante et de ses environs. Le territoire entier de Bains passa sous la domination de l'abbaye Saint-Sauveur de Redon par don de Louis Le Débonnaire à saint Conwoïon ; l'autorité seigneuriale de l'abbaye s'exerça jusqu'à la Révolution.
L'abbé Guillotin de Corson nous apprend qu'au XVIe siècle Bains était divisée en dix frairies : les Bignons (bourg actuel de Bains), Couloumel, la Rivière-d'Oult, Coüardière, Binon, Bléheuc, Saint-Marcellin, Pont-de-Renac, Prin, Grimigniac (les trois dernières étant actuellement sur la commune de Sainte-Marie). Elle comptait 69 villages, deux bourgs importants (le bourg actuel et Saint-Marcellin), quatorze manoirs, une dizaine de chapelles et cinq moulins (trois moulins à vent, deux moulins à eau).
La paroisse de Sainte-Marie créée en novembre 1845 est érigée en commune en 1872, distrayant ainsi toute la partie est de la commune. Avant cette date, le territoire communal était décrit comme suit dans le Dictionnaire de Jean-Baptiste Ogée : « Superficie totale : 6 999 hectares dont 1 736 hectares de terres labourables, 565 hectares de pâturages, 574 hectares de bois, 16 hectares d'étangs. » L'étendue des espaces boisés a fortement diminué depuis ; l'exploitation de vergers et la production de cidre, encore très importantes au XXe siècle, expliquent l'abondance des celliers liés à l'architecture agricole de la commune.
Le bâti recensé date en majorité de la fin du XIXe siècle ou du début du XXe (27 %), époque où la commune connaît son plus fort développement. À cette époque correspond également la reconstruction de très nombreuses habitations, souvent sur des fondations plus anciennes ou en remployant d'anciens logis comme dépendances. Une proportion non négligeable remonte au XVIIIe siècle (13,5 %) ; les ouvrages antérieurs à cette époque ne représentent pas plus de 4 % des ouvrages recensés.
La commune n'accueille aucun bâtiment protégé au titre des monuments historiques.
En 1923, le nom de la commune de Bains a été modifié en Bains-sur-Oust.

### Les origines de Bains-sur-Oust
La découverte de pierres polies en divers endroits, notamment à la Roche du Theil montre bien que cette commune était occupée de très bonne heure.
L'histoire fait mention d'une bataille qui eut lieu à Ballon, en 845, entre l'armée de Charles le Chauve, Roi de France et Nominoë, souverain de Bretagne. Elle se termine à l'avantage de ce dernier, désireux de préserver ses droits et de secouer le joug des francs. Cette victoire assura l'indépendance de la Bretagne, dans les limites reconnues ensuite par l'histoire. Nominoë s'en proclama roi et se fit sacrer dans la cathédrale de Dol.
Les maisons voisines de ce combat ont des noms significatifs, comme clos de l'Epic, la Bataille, La Poignardais, La Cantinais, La Hutte. À l'origine Bains était un prieuré de l'abbaye de Saint Conwoïon. En l'an 854, les Normands remontèrent la Vilaine jusqu'aux abords de Redon et l'abbaye dut sa sauvegarde à un orage providentiel devant lequel les hommes du Nord, effrayés, s'enfuirent le prenant pour une punition des dieux. Quelques années plus tard, les Normands récidivèrent leur exploit et pillèrent le monastère. Les religieux durent s'exiler à Maxent près de Plélan, où le roi Salomon, neveu de Nominoë, leur avait procuré un nouvel établissement. C'est là que mourut Saint Conwoïon à l'âge de 80 ans. Finalement, les Normands furent battus et chassés du Pays de Redon vers 869, à Botmélas sur le territoire d'Avessac. Le plateau sur lequel la bataille se déroula s'appelle encore « La Déroute » près de la route de Guemene-Penfao.
L'abandon de la langue bretonne par les nobles et ducs entraîna la prédication en langue romande (le français de l'époque[Laquelle ?]) par le clergé. Vers le XIIIe siècle, le breton de forme vannetaise qui était la langue du pays, ne fut plus parlé officiellement et en se mélangeant de plus en plus au vieux français devint le patois actuel, où de nombreux mots bretons plus ou moins déformés se retrouvent encore.

### XVIeetXVIIIesiècles
À la veille de la Révolution industrielle, Bains comptait 4 000 habitants, Redon n'en ayant que 3 788. Le 14 septembre 1790, M. Poison, recteur de Bains[pas clair], exerçait en même temps les fonctions de maire depuis la fondation de la récente commune.
Jean du Bignon, maire de Redon, devint député à la Convention et ensuite au conseil des Cinq-cents. Il vota pour la mort de Louis XVI lors du procès du roi. Il avait fait construire à Binon un pavillon à étage récemment démoli ; c'était sa maison de campagne.
Lors du partage de la Bretagne en départements, le canton de Redon fut attribué à l'Ille-et-Vilaine, alors que jusque-là, il avait fait partie de l'évêché de Vannes, ou du diocèse de Vannes selon les mauvaises langues . Les municipalités protestèrent, mais on ne tint pas compte de leurs doléances.
Presque toutes les hauteurs de la commune étaient couronnées de moulins à vent : Via, les Couédies, Beunette. Sur les ruisseaux tournaient des roues à aubes dans une retenue d'eau : Via, La Bataille, Saint-Laurent…

### XIXesiècle
Le canal de Nantes à Brest, commencé sur l'ordre de Napoléon Ier et poursuivi sous Louis-Philippe, fut achevé en 1855 en ce qui concerne la partie longeant l'Oust en bordure de la commune.
En 1872, le territoire communal de Bains-sur-Oust fut amputé des 2 528 hectares de Sainte-Marie qui devint une commune indépendante, soit une réduction d'un peu plus d'un tiers (36 %) de l'étendue de la commune.

### Légendes et sorcelleries
À la fin du Moyen Âge et même plus tard, les populations vivaient sous la terreur des sorciers ou des lutins. L'on raconte que les habitants de Bains, excédés par ces lutins, se réunirent sur la lande du Tirion à l'est du Bourg et jurèrent de se débarrasser de ces nains encombrants. Ceux-ci eurent vent de cette assemblée et le dimanche suivant, pour se venger, empoisonnèrent le pain bénit qui devait être distribué aux fidèles pendant la grand'messe.
Un seigneur du manoir de la Rouarday, surnommé Joues Rouges à cause de sa force herculéenne et du sang vigoureux qui colorait ses pommettes, eut l'idée d'en prendre un morceau avant l'office et de le donner à l'un de ses chiens. Celui-ci creva aussitôt et Joues Rouges qui devait être également un peu sorcier sauva ainsi la vie de la paroisse.
Une autre légende qui s'est prolongée jusqu'à des temps assez récents était celle de la « Bête Jeannette ». Celle-ci qui prenait toutes les formes, retenait parfois toute la nuit par une jambe au moment de franchir l'échalier de son courtil, le bonhomme qui s'était attardé à boire des bolées.
Un fermier de la Quillanais à qui la belle Jeannette avait joué un tour, jura de se venger et ayant fait bénir une balle par le curé, il en chargea le fusil. Un matin, l'occasion pour lui d'assouvir sa vengeance se présenta. Au petit jour, une bête étrange rôdait dans le jardin. Le fermier tira et l'atteignit en plein cœur. L'animal s'enfuit en poussant des cris épouvantables et courut jusqu'à la Croix Batte à une demi-lieue de là. Le chasseur qui suivait de loin ne retrouva qu'une mare de sang mais de bête point, elle avait disparu… mais ne revint plus.

## Politique et administration

### Liste des maires
| Période                                  | Période     | Identité                           | Étiquette | Qualité                                                    |
| ---------------------------------------- | ----------- | ---------------------------------- | --------- | ---------------------------------------------------------- |
| Les données manquantes sont à compléter. |             |                                    |           |                                                            |
| 1804                                     | 1806        | Aimé Goupil-Riquelière             | -         | -                                                          |
| 1806                                     | 1816        | Joseph Mahé                        | -         | -                                                          |
| 1816                                     | 1830        | Charles Dufresche de la Villorion  | -         | -                                                          |
| 1830                                     | 1843        | Mathurin Frot                      | -         | -                                                          |
| 1843                                     | 1848        | Pierre François Boudet             | -         | -                                                          |
| 1848                                     | 1852        | Gaston-Charles de Pioger           | -         | -                                                          |
| 1852                                     | 1855        | Mathurin Frot                      | -         | -                                                          |
| 1855                                     | 1859        | Jean-François Josso                | -         | -                                                          |
| 1859                                     | 1870        | Eugène Mannoury de La Cour         | -         | -                                                          |
| 1870                                     | 1871        | Toussaint Decorse                  | -         | -                                                          |
| 1871                                     | 1904        | Charles de Trogoff                 | -         | -                                                          |
| 1904                                     | 1906        | Joseph de Saint-Germain            | -         | -                                                          |
| 1906                                     | 1919        | Roger de Freslon                   | -         | -                                                          |
| 1919                                     | 1929        | Joseph de Saint-Germain            |           |                                                            |
| 1929                                     | 1963        | Yvonnick de Saint-Germain          |           |                                                            |
| 1963                                     | mars 1989   | Jean de Freslon de La Freslonnière | DVD       |                                                            |
| mars 1989                                | juin 1995   | Michel Gavaud                      | DVG       | Technico-commercial                                        |
| juin 1995                                | mars 2008   | René Dréan                         | DVD       | Cadre de banque retraité                                   |
| mars 2008                                | 27 mai 2020 | Marc Derval                        | DVD       | Directeur technique et formateur retraité                  |
| 27 mai 2020                              | En cours    | Daniel Barre                       | DVD       | Cadre bancaire retraité Vice-président Redon Agglomération |

## Démographie
L'évolution du nombre d'habitants est connue à travers les recensements de la population effectués dans la commune depuis 1793. Pour les communes de moins de 10 000 habitants, une enquête de recensement portant sur toute la population est réalisée tous les cinq ans, les populations de référence des années intermédiaires étant quant à elles estimées par interpolation ou extrapolation. Pour la commune, le premier recensement exhaustif entrant dans le cadre du nouveau dispositif a été réalisé en 2004.
En 2022, la commune comptait 3 521 habitants, en évolution de +1,53 % par rapport à 2016 (Ille-et-Vilaine : +5,46 %, France hors Mayotte : +2,11 %).
Les données de la population sous l'Ancien Régime sont fragmentaires et peu précises d'une manière générale. Le premier dénombrement de la commune, dénommée alors Bains, remonte à 1793, an II de la République, et s'établit à 3 989 habitants. À partir de 1826, les recensements généraux suivent un rythme quinquennal jusqu'à la Seconde Guerre mondiale. La population de la commune de Bains évolue de 3 360 habitants en 1801 à 4 624 en 1866. En 1872, le territoire de la commune est scindé en deux avec la création de la commune de Sainte-Marie. Amputée d'un peu plus d'un tiers de son territoire, la commune de Bains voit sa population chuter de  4 624 habitants en 1866 à 2 691 habitants en 1872. La commune prend le nom de Bain-sur-Oust en 1923.
| 1793  | 1800  | 1806  | 1821  | 1831  | 1836  | 1841  | 1846  | 1851  |
| ----- | ----- | ----- | ----- | ----- | ----- | ----- | ----- | ----- |
| 3 989 | 3 360 | 3 521 | 3 482 | 3 915 | 3 906 | 3 713 | 3 915 | 4 159 |

| 1856  | 1861  | 1866  | 1872  | 1876  | 1881  | 1886  | 1891  | 1896  |
| ----- | ----- | ----- | ----- | ----- | ----- | ----- | ----- | ----- |
| 4 259 | 4 454 | 4 624 | 2 691 | 2 618 | 2 649 | 2 655 | 2 562 | 2 692 |

| 1901  | 1906  | 1911  | 1921  | 1926  | 1931  | 1936  | 1946  | 1954  |
| ----- | ----- | ----- | ----- | ----- | ----- | ----- | ----- | ----- |
| 2 771 | 2 712 | 2 655 | 2 399 | 2 416 | 2 385 | 2 290 | 2 190 | 2 103 |

| 1962  | 1968  | 1975  | 1982  | 1990  | 1999  | 2004  | 2006  | 2009  |
| ----- | ----- | ----- | ----- | ----- | ----- | ----- | ----- | ----- |
| 2 081 | 2 100 | 2 400 | 2 610 | 2 815 | 3 021 | 3 262 | 3 318 | 3 379 |

| 2014  | 2019  | 2022  | - | - | - | - | - | - |
| ----- | ----- | ----- | - | - | - | - | - | - |
| 3 401 | 3 503 | 3 521 | - | - | - | - | - | - |

## Culture locale et patrimoine

### Lieux et monuments

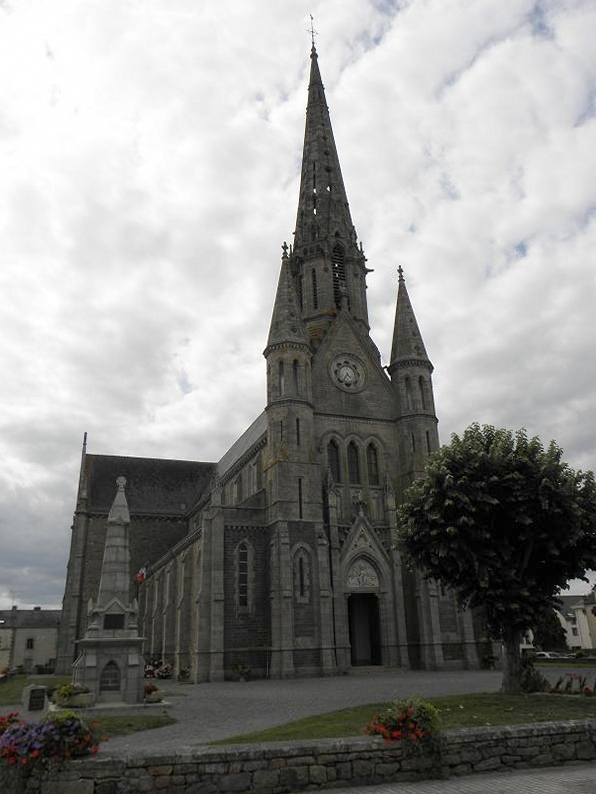
L'église paroissiale Saint-Jean-Baptiste.

La commune ne dispose d'aucun monument historique protégé.
On y trouve par contre, de nombreux monuments inventoriées dont plusieurs chapelles :
- Saint-Laurent : l'édifice restauré par les habitants du quartier ne semble pas remonter au-delà du XVe siècle[34]. La chapelle, dont le toit est couvert d'ardoises, est dominée par un petit clocher à arcades. Le bénitier est un ancien dîmier.
- Saint-Marcellin[35] : cette chapelle est construite à l'intersection des voies romaines qui relient respectivement Rieux à Corseul, et Rieux à Condate (Rennes). C'est le lieu de la rencontre de Nominoë et de Conwoïon qui ramenait de Rome à l'abbaye Saint-Sauveur de Redon le corps de Saint-Marcellin. Cette chapelle tréviale avant la Révolution, possède alors son cimetière. Tombé en ruine, l'édifice primitif roman est reconstruit à partir de 1945 à l'initiative du chanoine Guilloux, curé de Bains-sur-Oust.
- Saint-Méen[36] est situé au bord de l'Oust. Cette chapelle est le dernier vestige de l'ancienne abbaye de Busal, fondée vraisemblablement au VIIe siècle par les moines de l'abbaye Saint-Jean de Gaël. Cet édifice en ruines et abandonné est reconstruit à partir de 1965 par MM. Jean Rouxel père et fils, le Cercle celtique de Redon et les habitants du quartier. C'est un lieu de rencontre avec la nature, parcouru de sentiers pédestres...
- La Grotte : cette grotte est construite à l'initiative de l'abbé Auguste Dauvier, vicaire à Bains, par dévotion envers la Vierge. Elle est bénie le 17 mai 1902 par Monseigneur Montery, archevêque de Beyrouth ; l'abbé François Huet étant alors curé de la paroisse. La grotte est surmontée d'un grand crucifix en granit. Depuis une messe y est donnée une fois par an, à l'occasion du 15 août, fête de l'Assomption.

On trouve aussi un monument aux morts ainsi qu'une statue de Nominoë par Raffig Tullou.
L'église paroissiale Saint-Jean-Baptiste a été construite entre 1854 et 1884 par l'architecte Jacques Mellet et terminée par son fils Henri Mellet.
Le Mémorial Nominoë est une œuvre d'art contemporain monumentale qui a été inaugurée le 26 mai 2018 sur le site de « La Bataille de Ballon », à 2 km du centre de Bains-sur-Oust, route de Maure-de-Bretagne.

### Patrimoine naturel

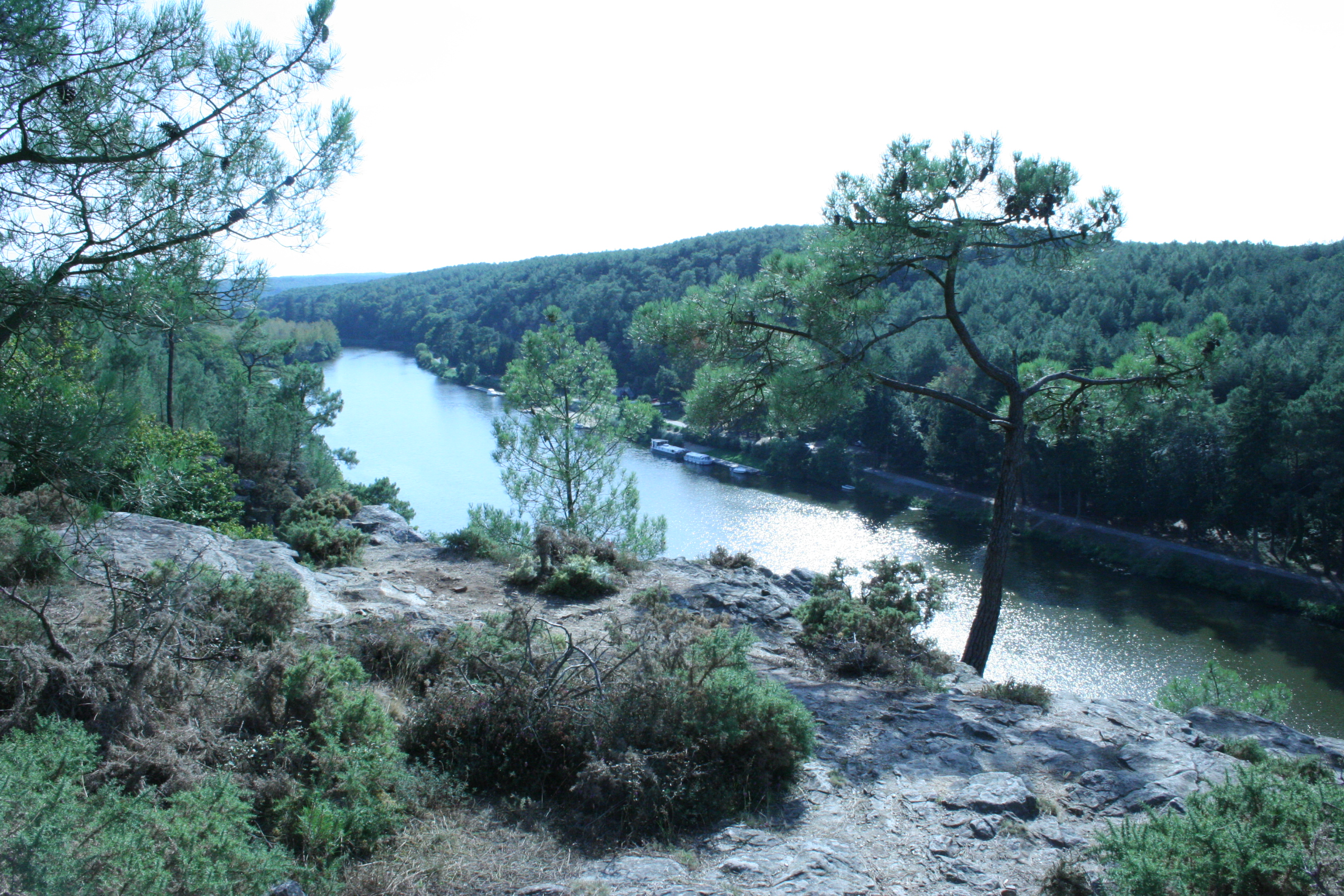
Île-aux-Pies.

Le site naturel de l'Île-aux-Pies se situe au sud-ouest du département juste à la frontière entre l'Ille-et-Vilaine et le Morbihan. Près de 467 hectares répartis sur les communes de Bains-sur-Oust (35), Glénac (56), et Saint-Vincent-sur-Oust (56) sont des sites protégés depuis 1981.
L'Oust, affluent de la Vilaine, a creusé ici son lit dans un pli bombé (ou pli anticlinal) constitué de grès et de granite. Ce phénomène, appelé cluse, est à l'origine des falaises culminant à plus de 50 mètres d'altitude, tombant à pic dans l'Oust.
C'est un lieu propice à l'escalade pour les amoureux de la nature.
Marais, prairies, boisement et landes forment un environnement végétal très riche, pour la plus grande joie des naturalistes.
De nombreux sentiers sillonnent le site. Ils vous conduiront plus au sud à la chapelle Saint-Méen nichée dans la verdure, idéale pour les randonnées pédestres et équestres.
Ce coin de nature fait le bonheur des vététistes. On peut venir pêcher au bord de l'Oust des anguilles, des carpes, des brêmes, le gardon, des sandres, la perche… ou bien faire des balades en canoë ou en barque.

### Personnalités liées à la commune
- Nominoë
- Pierre de l'Hôpital

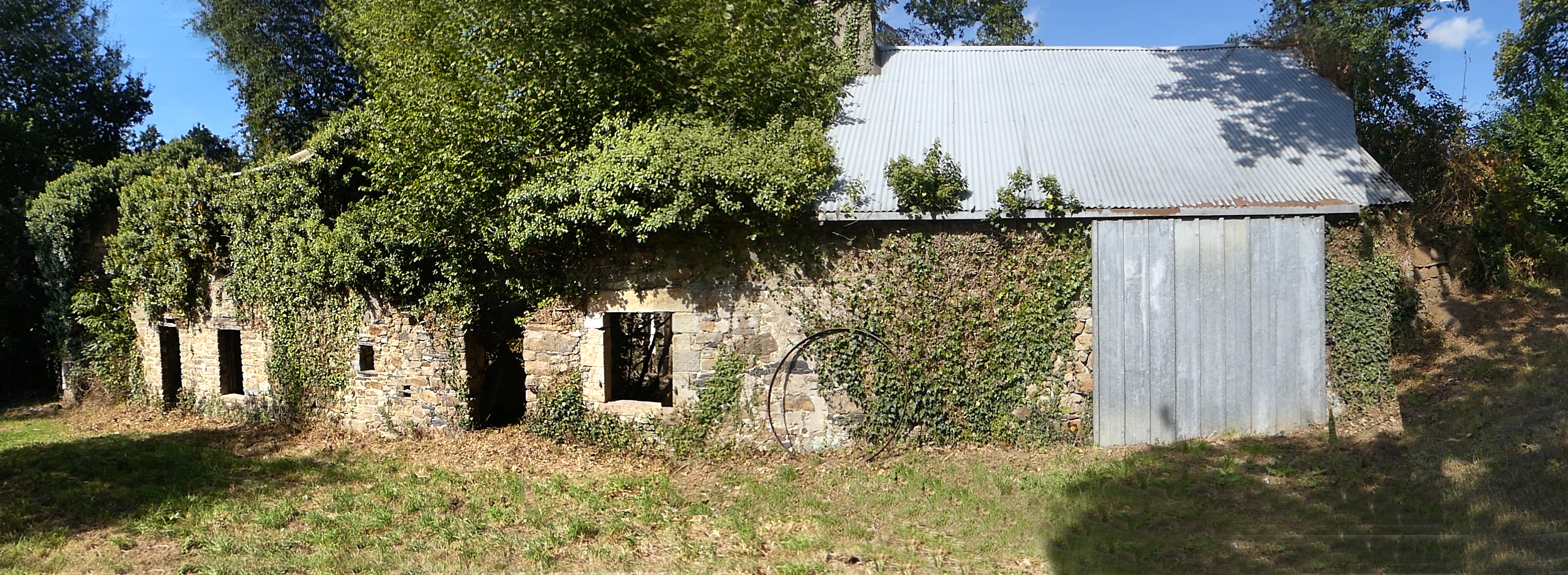
Maison paternelle de Michel Saindon à Saint-Méen.

- Michel Saindon, ancêtre de tous les Saindon d'Amérique du Nord.

### Héraldique
| Blason | Blasonnement : De gueules au pal d'hermine accosté de deux haches adossées d'or, au chef cousu d'azur chargé de trois étoiles d'argent. |